# Terry Dischinger
Terry Gilbert Dischinger (Terre Haute, Indiana, 1940. november 21. – 2023. október 10.) olimpiai bajnok amerikai kosárlabdázó, edző.

## Pályafutása
A Purdue Egyetemen végzett az indianai West Lafayette-ben. Tagja volt az 1960-as római olimpián aranyérmes amerikai válogatottnak. 1962 és 1973 között az NBA-ben szerepelt. A Chicago Zephyrs (1962–63), a Baltimore Bullets (1963–64), a Detroit Pistons (1964–72), és a Portland Trail Blazers (1972–73) játékosa volt.

## Sikerei, díjai
- Olimpiai játékok
  - aranyérmes: 1960, Róma